# Rulx Léon
Ruxl Léon (1890-1984) est un médecin, historien, écrivain, journaliste et diplomate haïtien né le 2 décembre 1890 aux Cayes.

## Biographie
Après des études de médecine à Port-au-Prince, il retourne dans sa ville natale des Cayes comme médecin.
Le 1er mars 1921 il se marie avec Octavie de Valenton et ils eurent quatre enfants.
En 1925, il rejoint le service de la Santé publique à Cap-Haïtien puis à Port-de-Paix.
En reconnaissance pour son travail, la Fondation Rockefeller l'aide à poursuivre ses études  médicales d'obstétrique à Paris.
En 1931, de retour à Haïti, le docteur Léon devient chef du service d'obstétrique de la maternité de l'hôpital général de Port-au-Prince pour une dizaine d'années. Il va également enseigner l'obstétrique à la faculté de médecine de Port-au-Prince. 
Il côtoie des personnalités haïtiennes tel que le président haïtien Sténio Vincent lors d'évènements politiques agités
Au début de la Seconde Guerre mondiale, Ruxl Léon est nommé Consul général d'Haïti à New York.
Par la suite, Rulx Léon publiera articles et ouvrages spécialisés dans le domaine de la médecine et de l'histoire.

## Œuvres
- Médecine et superstitions locales, 1934
- Une esquisse de l'histoire de la médecine en Haïti, Conjonction, Port-au-Prince, 1953, no 47, pages 5-17[4]
- Propos d'Histoire d'Haïti, Tomes I et II, Imprimerie de l'État, Port-au-Prince, Haïti, 1945, Réédition Imprimerie La Phalange 1974.